# Distretto di Eğil
Il distretto di Eğil (in turco Eğil ilçesi) è uno dei distretti della provincia di Diyarbakır, in Turchia.